# 都柏林作家博物馆

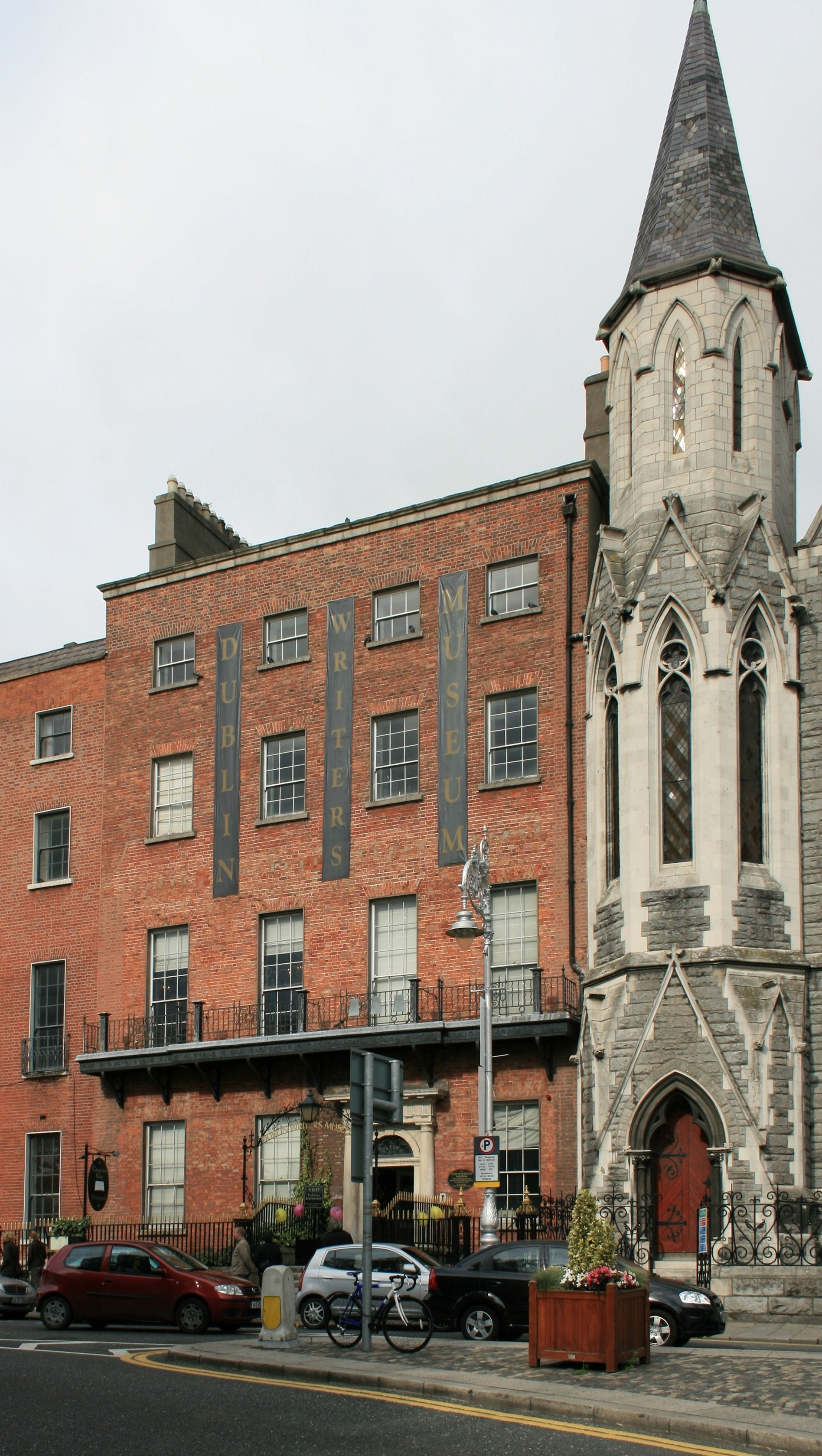
都柏林作家博物馆

都柏林作家博物馆（Dublin Writers Museum）于1991年11月开放，位于爱尔兰首都都柏林帕内尔广场18号的一座18世纪建筑中。后面的附楼一楼设有一个咖啡厅和书店，二楼为展览和演讲室。爱尔兰作家中心位于隔壁的19号，有会议室以及爱尔兰作家联盟、爱尔兰剧作家协会、爱尔兰儿童图书信托和爱尔兰翻译及口译员协会的办公室。下面的地下室则开辟为第一章餐厅。
该博物馆重点介绍了为爱尔兰或世界文学做出了重要贡献的作家，例如詹姆斯·乔伊斯、萧伯纳、威廉·巴特勒·叶芝和帕特里克·皮尔斯。馆内有帕特里克·斯威夫特、雷金纳德·格雷、爱德华·麦圭尔等艺术家创作的爱尔兰作家肖像原稿。